# Johannes Langmatz
Jakob Johannes „Hans“ Langmatz (* 1. August 1917 in Rheydt; † 18. Februar 2009 in Garmisch-Partenkirchen) war ein deutscher Unternehmer und Mäzen für soziale Einrichtungen und Gruppierungen.

## Leben

### Unternehmerische Aktivitäten
Nach seiner Schulausbildung erlernte Johannes Langmatz den Beruf des Maschinenschlossers und absolvierte ein Ingenieurstudium, das er 1939 in Aachen abschloss. Er musste in der Wehrmacht Kriegsdienst leisten. Nach Kriegsende gründete er in Berlin ein Unternehmen zur Herstellung von Lichtmasten sowie Schiffsmasten. Nach der Fusion seines aus 450 Mitarbeitern bestehenden Unternehmens mit der Thyssen AG im Jahre 1958 blieb er Geschäftsführer dieser Firma.
Langmatz zog es 1962 mit seiner Frau, der ehemaligen Schauspielerin Clementia Egies, nach Garmisch-Partenkirchen, wo er an der Loisach ein Grundstück mit einer Größe von 10.000 m² erwarb. Er gründete hier das neue Unternehmen LIC Langmatz GmbH und errichtete ein Werksgebäude sowie ein Wohnhaus für seine zunächst sechs Mitarbeiter. Einige davon hatte er aus Berlin mitgebracht. Der Schwerpunkt der Firma lag in der Fertigung von Sicherungskästen für Lichtmasten. 1966 wurde das Werk erheblich erweitert und im Jahr darauf die Zusammenarbeit mit der Isar-Amper AG gefestigt.
1967 verkaufte Langmatz die Anteile seines Berliner Unternehmens an die Thyssen AG. Die Isar-Amperwerke AG erwarben 1990 insgesamt 90 Prozent Anteile an der LIC Langmatz GmbH, 10 Prozent blieben im Besitz von Johannes Langmatz. Die Gesellschaft erzielte mit 250 Mitarbeitern einen Umsatz von 40 Mio. DM.
1993 wurde ein drittes Unternehmen mit der Bezeichnung ICL = Innovations-Center Langmatz GmbH gegründet. Die über 230 Beschäftigten erzielten von 1995 an mit der Herstellung von Funkrundsteuer-Empfängern EK 293 und EK 393 sehr gute Geschäftsergebnisse. 25 % der Geräte wurden exportiert.
2006 verkaufte die E.ON Bayern – die Isar-Amper AG war 2001 in die EON-Gruppe aufgegangen – ihre Anteile an der Langmatz GmbH. Es entstand eine neue Gesellschaftsstruktur mit der Gründung der LIC Investment GmbH. 80,5 % der Anteile lagen in der Hand von privaten Investoren, 19,5 % Anteile hielt Johannes Langmatz. 2008 stieg der Umsatz auf über 45 Mio. €. Von 2009 an beteiligte sich die Firma am Glasfasernetzgeschäft und fertigte Netzverteiler. Nach dem Tod von Johannes Langmatz wurde das Innovationscenter Langmatz GmbH aufgelöst. 100 % der Firmenanteile werden nun von der LIC-Investment GmbH gehalten. 280 Beschäftigte erwirtschafteten einen Umsatz von über 65 Mio. €. 2017/2018 hatte das Unternehmen mehr als 400 Beschäftigte mit einem Umsatz von über 80 Mio. €.

### Die Langmatz Stiftung
Die Hans und Klementia Langmatz Stiftung wurde am 15. März 1990 gegründet und verfolgt nach ihrer Satzung folgende Zwecke:
- Fürsorge für geistig und körperlich Behinderte
- Unterstützung bedürftiger Personen
- Unterstützung der Aus- und Fortbildung
- Unterstützung von Forschung und Lehre auf dem Gebiet der Energiewirtschaft und der Medizin
- Förderung des Sports

Das Stiftungsvermögen startete mit 1 Mio. DM und wird durch jährliche Zustiftungen ständig erhöht. Seit 1990 werden jährlich Förderpreise und Urkunden an herausragende Absolventen der Staatlichen Berufsschule Garmisch-Partenkirchen verliehen. Derzeit erhalten bis zu 10 Schüler einen Geldpreis in Höhe von 1.000 Euro. Neben den schulischen Leistungen werden bei der Auswahl der Preisträger auch Absolventenberücksichtigt, die sich durch besonderes soziales Engagement auszeichnen.
Aktuell betreibt die Stiftung ein Projekt auf dem Grundstück, auf dem das Wohnhaus des Ehepaars Langmatz aus den 1960er Jahren steht. Es sollen zwei Wohnhäuser mit zehn Wohnungen entstehen, um sozial schwachen Familien eine bezahlbare Unterkunft zu ermöglichen.

### Ehrungen und Auszeichnungen
- 2007 Bundesverdienstkreuz
- 2007 Goldener Ehrenring des Landkreises Garmisch-Partenkirchen
- 2007 Bayerischer Verdienstorden
- Deutscher Materialeffizienzpreis des Bundeswirtschaftsministers für nachhaltige Steigerung der Effizienz durch betriebliche Innovationen.